# Cuenca (Batangas)
Cuenca ist eine philippinische Stadtgemeinde in der Provinz Batangas. Sie hat 32.783 Einwohner (Zensus 1. August 2015).

## Baranggays
Cuenca ist politisch unterteilt in 21 Baranggays.
| - Balagbag - Bungahan - Calumayin - Dalipit East - Dalipit West - Dita - Don Juan - Emmanuel - Ibabao - Labac - Pinagkaisahan | - San Felipe - San Isidro - Barangay 1 (Pob.) - Barangay 2 (Pob.) - Barangay 3 (Pob.) - Barangay 4 (Pob.) - Barangay 5 (Pob.) - Barangay 6 (Pob.) - Barangay 7 (Pob.) - Barangay 8 (Pob.) |